# Bad Essen

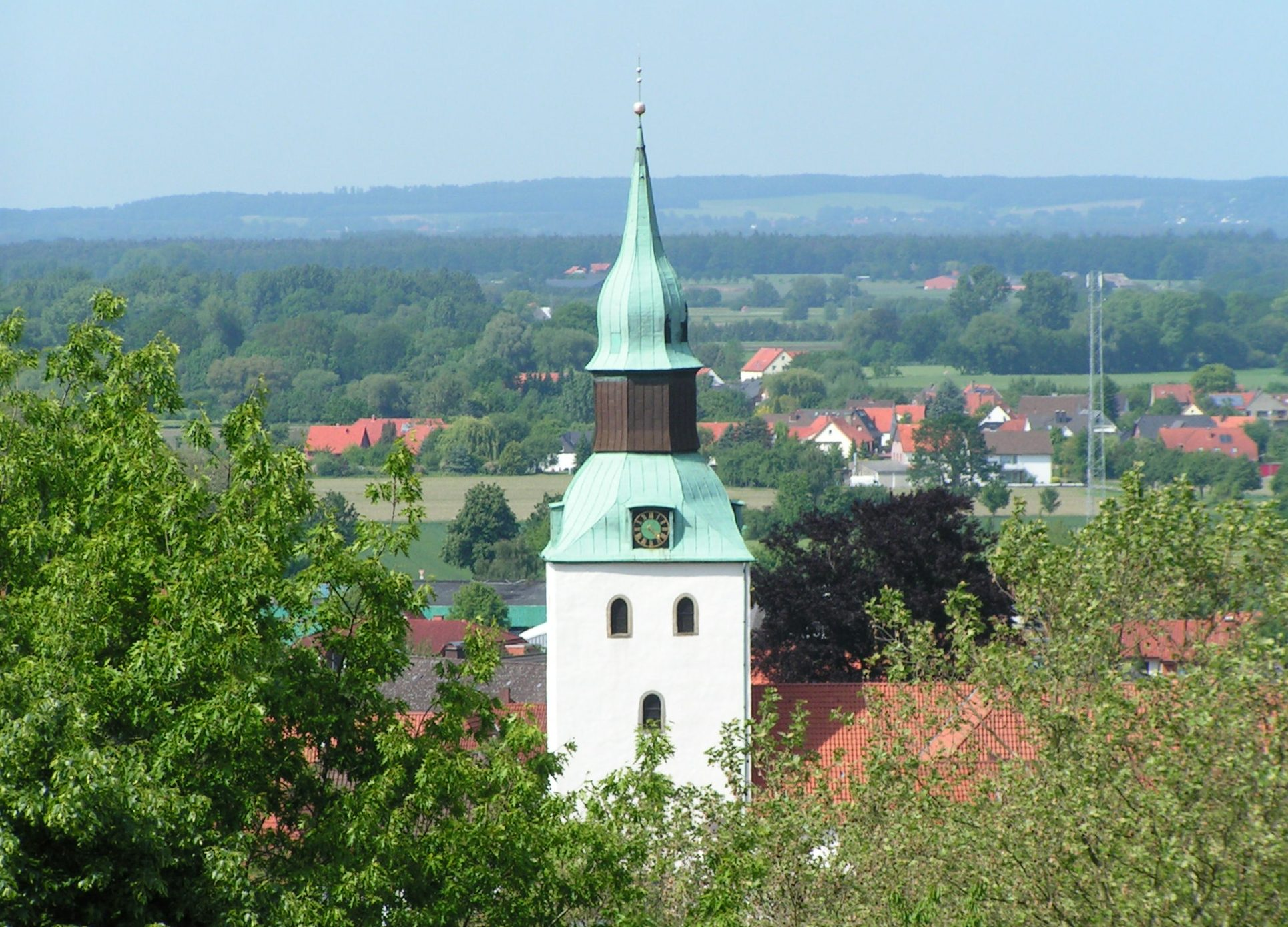
Blick vom Wiehengebirge über Bad Essen mit der evangelischen St.-Nikolai-Kirche zum Stemweder Berg

Bad Essen (bis 1902 Essen) ist eine Gemeinde im Osten des Landkreises Osnabrück in Niedersachsen. Bad Essen liegt mit seinem historischen Ortskern an der Deutschen Fachwerkstraße und im Natur- und Geopark TERRA.vita.

## Geographie

### Geographische Lage
Die Gemeinde Bad Essen liegt am Übergang der Mittelgebirge zum Norddeutschen Tiefland. Das Wiehengebirge bedeckt ungefähr das südliche Drittel der Gemeinde und erreicht mit 211 m ü. NN seine größte Höhe auf dem Schwarzen Brink im Ortsteil Lintorf. Die höchste Erhebung Bad Essens liegt jedoch mit 215 m ü. NN auf einer Ackerfläche im Norden von Büscherheide. Der mittlere Teil der Gemeinde ist eben, liegt durchschnittlich 50 m ü. NN und gehört zum Naturraum des Lübbecker Lößlandes. Der Norden des Gemeindegebiets gehört bereits zur Rahden-Diepenauer Geest. Die Hunte durchfließt Bad Essen von Süden nach Norden und kreuzt im Ortsteil Wittlage den Mittellandkanal, der das Gemeindegebiet in west-östlicher Richtung durchquert.

### Nachbargemeinden
Die Gemeinde Bad Essen grenzt – im Uhrzeigersinn, im Norden beginnend – an folgende Städte und Gemeinden: Stemwede, Preußisch Oldendorf (beide Kreis Minden-Lübbecke in Nordrhein-Westfalen), Melle, Bissendorf, Ostercappeln und Bohmte.

### Gemeindegliederung
Die Gemeinde gliedert sich in 17 Ortschaften:
- Bad Essen
- Barkhausen
- Brockhausen
- Büscherheide
- Dahlinghausen
- Eielstädt
- Harpenfeld
- Heithöfen
- Hördinghausen
- Hüsede
- Linne
- Lintorf
- Lockhausen
- Rabber
- Wehrendorf
- Wimmer
- Wittlage

Eine Besonderheit ergibt sich für die ca. 160 Einwohner der Ortschaft Büscherheide, welche postalisch zum nordrhein-westfälischen Preußisch Oldendorf zählt, wohin auch die Schüler zur Schule gehen. Auch für die Kirchgänger sind die Evangelische Kirche von Westfalen und das hauptsächlich in Nordrhein-Westfalen gelegene Erzbistum Paderborn zuständig, da Büscherheide zur Pfarrgemeinde des Preußisch Oldendorfer Stadtteils Börninghausen zählt. Angesichts dieser Lage gibt es im Ortsteil Bestrebungen, nach Preußisch Oldendorf eingemeindet zu werden.

## Geschichte

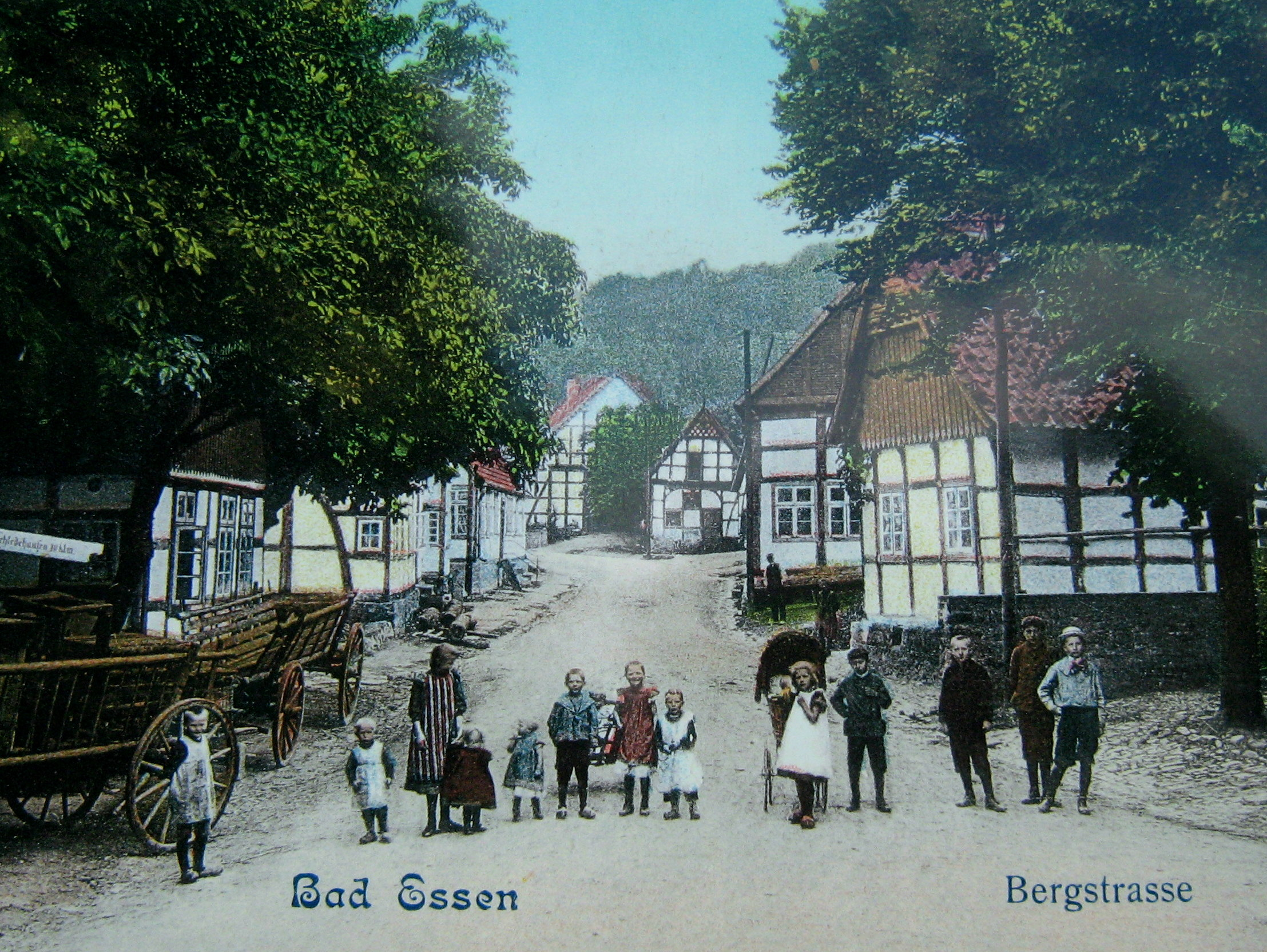
Dorfstraße um 1900

### Herausbildung des Ortes und wechselnde Herrschaften
(Bad) Essen wurde erstmals im Jahr 1075 urkundlich erwähnt. Um diesen Zeitraum herum wurden die Kirchspiele Barkhausen, Essen und Lintorf gegründet.
Im Jahre 1309 wurde der Bau der Burg Wittlage begonnen, um hierdurch die Besitzansprüche des Bischofs von Osnabrück über das Gebiet zu sichern.
Durch den Reichsdeputationshauptschluss im Jahr 1803 und den Übergang vom Hochstift Osnabrück zum Fürstentum Osnabrück kam Essen zum Kurfürstentum Hannover. Im Jahr 1806 fand dann schon wieder ein Wechsel der Obrigkeit statt, man gehörte nun zum Königreich Preußen. Im Folgejahr 1807 wurde man westfälisch, das heutige Gemeindegebiet gehörte nun zum Königreich Westphalen unter Jérôme Bonaparte, dem Bruder von Napoleon Bonaparte. 1811 gelangte das Gebiet unter die Hoheit des napoleonischen Frankreich, es entstand der Kanton Essen im Arrondissement Osnabrück. Nach dem Ende der Franzosenzeit kam Essen erneut, gemeinsam mit dem  Fürstentum Osnabrück, an Hannover, um dann im Jahr 1866 als Folge des Deutschen Kriegs preußisch zu werden.

### Wirtschaftliche und Infrastrukturentwicklung

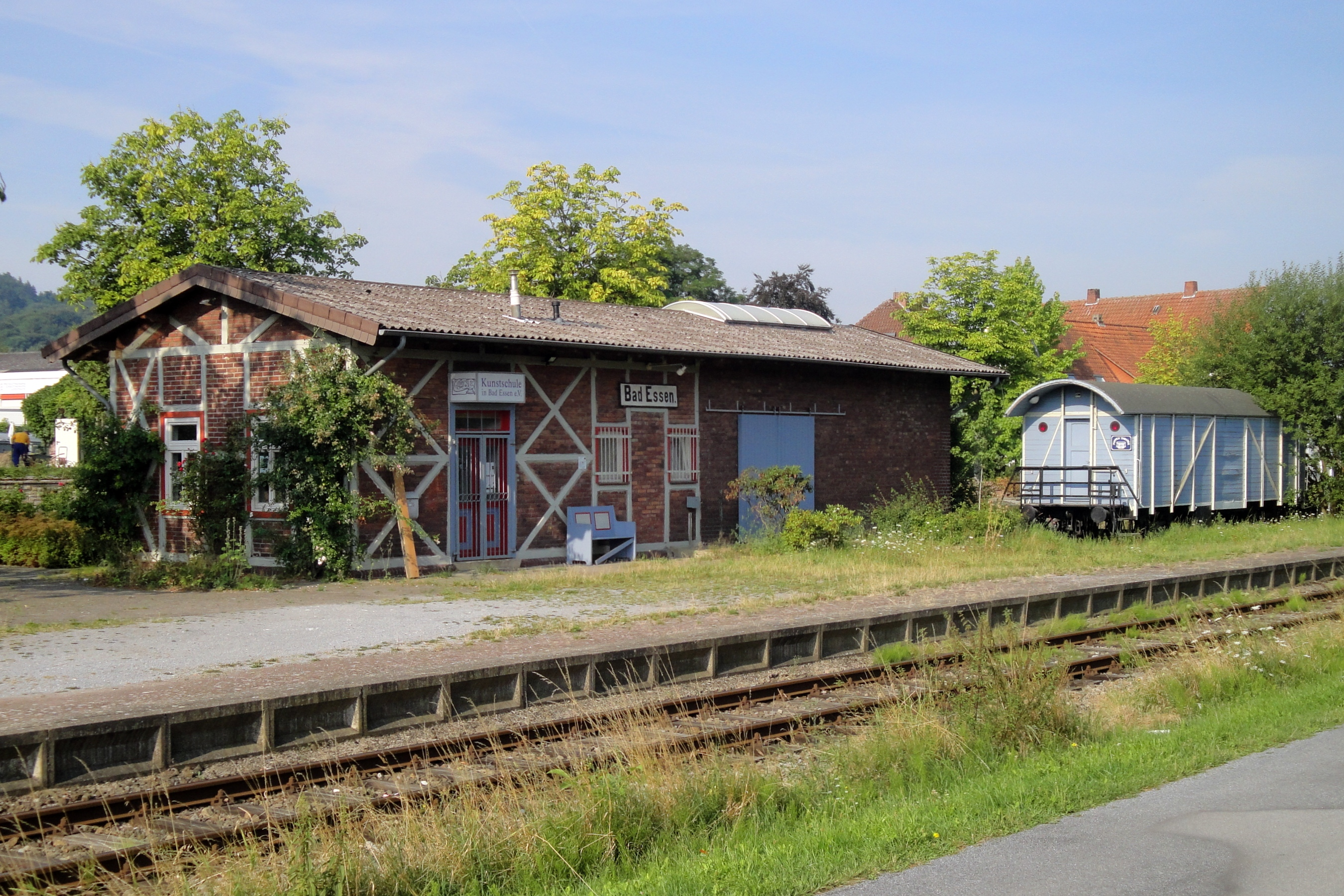
Kunstschule im Bahnhof Bad Essen

#### Eisenbahnbau
Im Jahre 1899 wurde in Bad Essen der erste Spatenstich für die normalspurige Eisenbahnstrecke der Wittlager Kreisbahn ausgeführt. Das erste Teilstück führte von Bohmte über Bad Essen zum Bahnhof Holzhausen-Heddinghausen und konnte im Jahr 1900 eingeweiht werden. Das Gemeindegebiet erhielt mit neun Bahnhöfen und Haltestellen Anschluss an eine wichtige Infrastruktur, die einen wirtschaftlichen Aufschwung für das Gebiet bewirkte und auch den öffentlichen Personennahverkehr erheblich erleichterte.

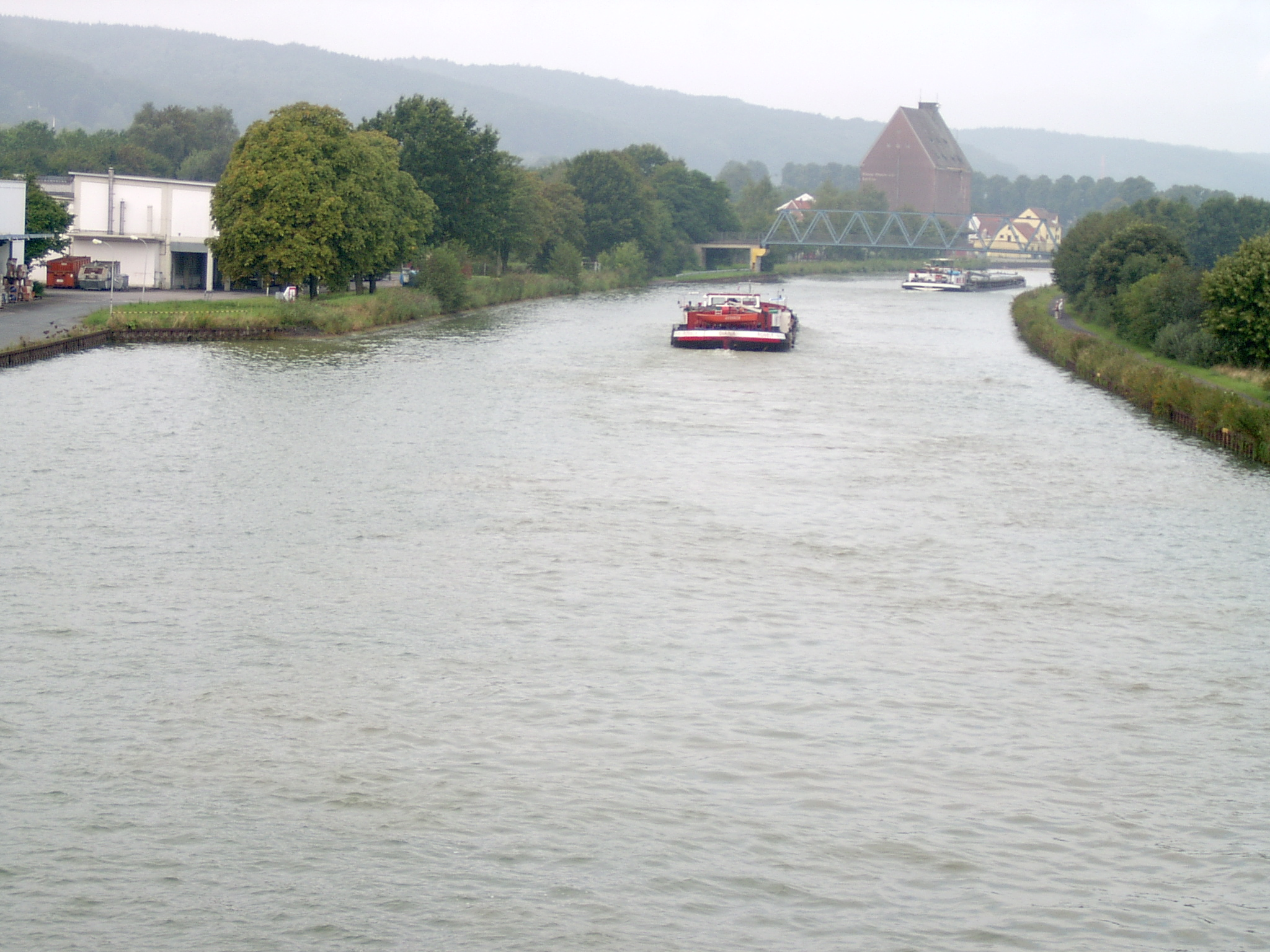
Mittellandkanal in Bad Essen

#### Bau des Mittellandkanals
Durch Entscheidung vom 1. April 1905 wurde der Bau des westlichen Teilstücks des Mittellandkanals zwischen Bergeshövede (Anschluss an den Dortmund-Ems-Kanal) und Hannover genehmigt, nachdem das Preußische Abgeordnetenhaus zunächst 1903 den Bau abgelehnt hatte. Dieses erste Teilstück des Kanals führt auch durch Bad Essen und zerschnitt das Gemeindegebiet in eine nördliche und südliche Hälfte. Bei dem Bau wurden in der Gemeinde rund 90 Hektar Fläche in Anspruch genommen.

#### Kurbetrieb und Tourismus
Seit 1902 darf Bad Essen offiziell den Titel Bad tragen. Hauptgrund für diese Ehrung ist eine Solequelle 800 m unter der Erdoberfläche als Grundlage des Kurbetriebs. Ihr Salzgehalt ist höher als der des Toten Meeres.

#### Projekt Cittàslow
Bad Essen hat sich in den 2010er Jahren um eine Mitgliedschaft in der Bewegung Cittàslow beworben. Die Bewegung nahm 1999 in Orvieto (Italien) ihren Anfang. In Analogie zur Slowfood-Bewegung geht es ihr darum, eine „Amerikanisierung“ von Städten unter 50.000 Einwohnern zu verhindern. Die Unterstützung und Betonung von kultureller Diversität und den eigenen und speziellen Werten der Stadt und ihres Umlandes sind zentrale Cittàslow-Ziele. Dem Bewegungsnamen entsprechend geht es Cittàslow-Städten insbesondere darum, den Lebensrhythmus der in ihnen Wohnenden und sich Aufhaltenden zu entschleunigen.
2015 wurde Bad Essen vom Niedersächsischen Wirtschaftsministerium für den Projektentwurf „Bad Essen wird Cittàslow!“ mit dem Niedersächsischen Zukunftspreis ausgezeichnet. Kurz danach wurde Bad Essen einstimmig mit Wirkung vom 8. Februar 2016 als 14. Cittàslow-Stadt in Deutschland in das Netzwerk aufgenommen.

### Eingemeindungen
Die heutige Gemeinde Bad Essen wurde durch eine Gemeindegebietsreform, die am 1. Juli 1972 in Kraft trat, aus den Gemeinden Bad Essen, Barkhausen, Brockhausen, Büscherheide, Dahlinghausen, Eielstädt, Harpenfeld, Heithöfen, Hördinghausen, Hüsede, Linne, Lintorf, Lockhausen, Rabber, Wehrendorf, Wimmer und Wittlage gebildet. Der damalige Landkreis Wittlage wurde aufgelöst. Die neu entstandene Gemeinde Bad Essen gehört seitdem zum Landkreis Osnabrück. Der Landkreis Wittlage war bis dahin einer der wenigen deutschen Landkreise, deren Sitz in einer Gemeinde ohne Stadtrechte lag.

### Einwohnerentwicklung

Bevölkerungsentwicklung in Bad Essen seit 1987

Die folgende Übersicht zeigt die Einwohnerzahlen von Bad Essen im jeweiligen Gebietsstand und jeweils am 31. Dezember.
Bei den Zahlen handelt es sich um Fortschreibungen des Landesbetriebs für Statistik und Kommunikationstechnologie Niedersachsen auf der Basis der Volkszählung vom 9. Mai 2011.
Bei den Angaben aus den Jahren 1961 (6. Juni) und 1970 (27. Mai) handelt es sich um die Volkszählungsergebnisse einschließlich der Orte, die am 1. Juli 1972 eingegliedert wurden.
| Jahr      | 1961   | 1970   | 1987   | 1990   | 1995   | 2000   | 2005   | 2010   | 2011   | 2014   | 2015   | 2017   | 2018   | 2019   |
| --------- | ------ | ------ | ------ | ------ | ------ | ------ | ------ | ------ | ------ | ------ | ------ | ------ | ------ | ------ |
| Einwohner | 11.066 | 11.529 | 12.051 | 12.967 | 14.876 | 15.480 | 15.778 | 15.612 | 15.592 | 15.101 | 15.263 | 15.449 | 15.645 | 15.738 |

#### Einwohnerentwicklung der einzelnen Ortschaften
| Ortschaft     | Einwohner zum 1.12.2019 | Einwohner 1.1.1981 |
| ------------- | ----------------------- | ------------------ |
| Bad Essen     | 3.246                   | 2.798              |
| Barkhausen    | 393                     | 358                |
| Brockhausen   | 352                     | 373                |
| Büscherheide  | 161                     | 223                |
| Dahlinghausen | 517                     | 459                |
| Eielstädt     | 1.281                   | 721                |
| Harpenfeld    | 794                     | 526                |
| Heithöfen     | 191                     | 185                |
| Hördinghausen | 373                     | 310                |
| Hüsede        | 695                     | 718                |
| Linne         | 440                     | 488                |
| Lintorf       | 1.897                   | 1.101              |
| Lockhausen    | 816                     | 561                |
| Rabber        | 973                     | 930                |
| Wehrendorf    | 1.552                   | 1.262              |
| Wimmer        | 1.128                   | 807                |
| Wittlage      | 1.614                   | 835                |
| Summe:        | 16.423                  | 12.655             |

### Ortsname, Herkunft
Alte Bezeichnungen: Essene, Esne, Defessene.
Die trockene und sandige Lage des Ortes weist darauf hin, dass der Ortsname vielleicht wie Esebeck, Esbeck, Asse bei Wolfenbüttel, Assel, Assapa, Asbach und der Kahle Asten im Sauerland zu einer Wurzel mit der Bedeutung „trocken“ gehört, die in „Esse“ „Feuerstelle“ und „Asche“ vermutet wird.

## Politik

### Gemeinderat
Der Gemeinderat der Gemeinde Bad Essen besteht aus 32 Ratsfrauen und Ratsherren. Dies ist die festgelegte Anzahl für eine Gemeinde mit einer Einwohnerzahl zwischen 15.001 und 20.000 Einwohnern. Die 32 Ratsmitglieder werden durch eine Kommunalwahl für jeweils fünf Jahre gewählt. Die aktuelle Amtszeit begann am 1. November 2021 und endet am 31. Oktober 2026.
Stimmberechtigt im Rat der Gemeinde ist außerdem der hauptamtliche Bürgermeister Timo Natemeyer (SPD).
Die folgende Tabelle zeigt die Kommunalwahlergebnisse seit 1996.
| Rat der Gemeinde Bad Essen: Wahlergebnisse und Gemeinderäte | Rat der Gemeinde Bad Essen: Wahlergebnisse und Gemeinderäte | Rat der Gemeinde Bad Essen: Wahlergebnisse und Gemeinderäte | Rat der Gemeinde Bad Essen: Wahlergebnisse und Gemeinderäte | Rat der Gemeinde Bad Essen: Wahlergebnisse und Gemeinderäte | Rat der Gemeinde Bad Essen: Wahlergebnisse und Gemeinderäte | Rat der Gemeinde Bad Essen: Wahlergebnisse und Gemeinderäte | Rat der Gemeinde Bad Essen: Wahlergebnisse und Gemeinderäte | Rat der Gemeinde Bad Essen: Wahlergebnisse und Gemeinderäte | Rat der Gemeinde Bad Essen: Wahlergebnisse und Gemeinderäte | Rat der Gemeinde Bad Essen: Wahlergebnisse und Gemeinderäte | Rat der Gemeinde Bad Essen: Wahlergebnisse und Gemeinderäte | Rat der Gemeinde Bad Essen: Wahlergebnisse und Gemeinderäte | Rat der Gemeinde Bad Essen: Wahlergebnisse und Gemeinderäte |
| | CDU                                                         | CDU                                                         | SPD                                                         | SPD                                                         | GRÜNE                                                       | GRÜNE                                                       | FDP                                                         | FDP                                                         | Sonstige                                                    | Sonstige                                                    | Gesamt                                                      | Gesamt                                                      | Wahl- beteiligung                                           |
| Wahlperiode | %                                                           | Mandate                                                     | %                                                           | Mandate                                                     | %                                                           | Mandate                                                     | %                                                           | Mandate                                                     | %                                                           | Mandate                                                     | %                                                           | Gesamtanzahl der Sitze im Rat                               | %                                                           |
| --- | ----------------------------------------------------------- | ----------------------------------------------------------- | ----------------------------------------------------------- | ----------------------------------------------------------- | ----------------------------------------------------------- | ----------------------------------------------------------- | ----------------------------------------------------------- | ----------------------------------------------------------- | ----------------------------------------------------------- | ----------------------------------------------------------- | ----------------------------------------------------------- | ----------------------------------------------------------- | ----------------------------------------------------------- |
| 1996–2001 | 61,40                                                       | 20                                                          | 31,00                                                       | 10                                                          | 6,00                                                        | 1                                                           | 1,60                                                        | 0                                                           |                                                             | –                                                           | 100                                                         | 31                                                          | 72,40                                                       |
| 2001–2006 | 59,60                                                       | 20                                                          | 32,60                                                       | 10                                                          | 4,40                                                        | 1                                                           | 3,40                                                        | 1                                                           |                                                             | –                                                           | 100                                                         | 32                                                          | 64,30                                                       |
| 2006–2011 | 61,70                                                       | 20                                                          | 30,20                                                       | 10                                                          | 4,80                                                        | 1                                                           | 3,30                                                        | 1                                                           |                                                             | –                                                           | 100                                                         | 32                                                          | 59,10                                                       |
| 2011–2016 | 57,46                                                       | 18                                                          | 32,61                                                       | 11                                                          | 8,91                                                        | 3                                                           | 1,02                                                        | 0                                                           |                                                             | –                                                           | 100                                                         | 32                                                          | 57,37                                                       |
| 2016–2021 | 52,94                                                       | 17                                                          | 34,57                                                       | 11                                                          | 7,64                                                        | 2                                                           | 2,71                                                        | 1                                                           | 2,15                                                        | 1                                                           | 100                                                         | 32                                                          | 58,88                                                       |
| 2021–2026 | 43,16                                                       | 14                                                          | 40,53                                                       | 13                                                          | 10,43                                                       | 3                                                           | 3,75                                                        | 1                                                           | 2,12                                                        | 1                                                           | 100                                                         | 32                                                          | 61,04                                                       |
| Prozentanteile gerundet. Quellen: Landesbetrieb für Statistik und Kommunikationstechnologie Niedersachsen, Landkreis Osnabrück. Bei unterschiedlichen Angaben in den genannten Quellen wurden die Daten des Landesbetrieb für Statistik und Kommunikationstechnologie verwendet, da diese eine insgesamt höhere Plausibilität aufweisen. |                                                             |                                                             |                                                             |                                                             |                                                             |                                                             |                                                             |                                                             |                                                             |                                                             |                                                             |                                                             |                                                             |

### Bürgermeister

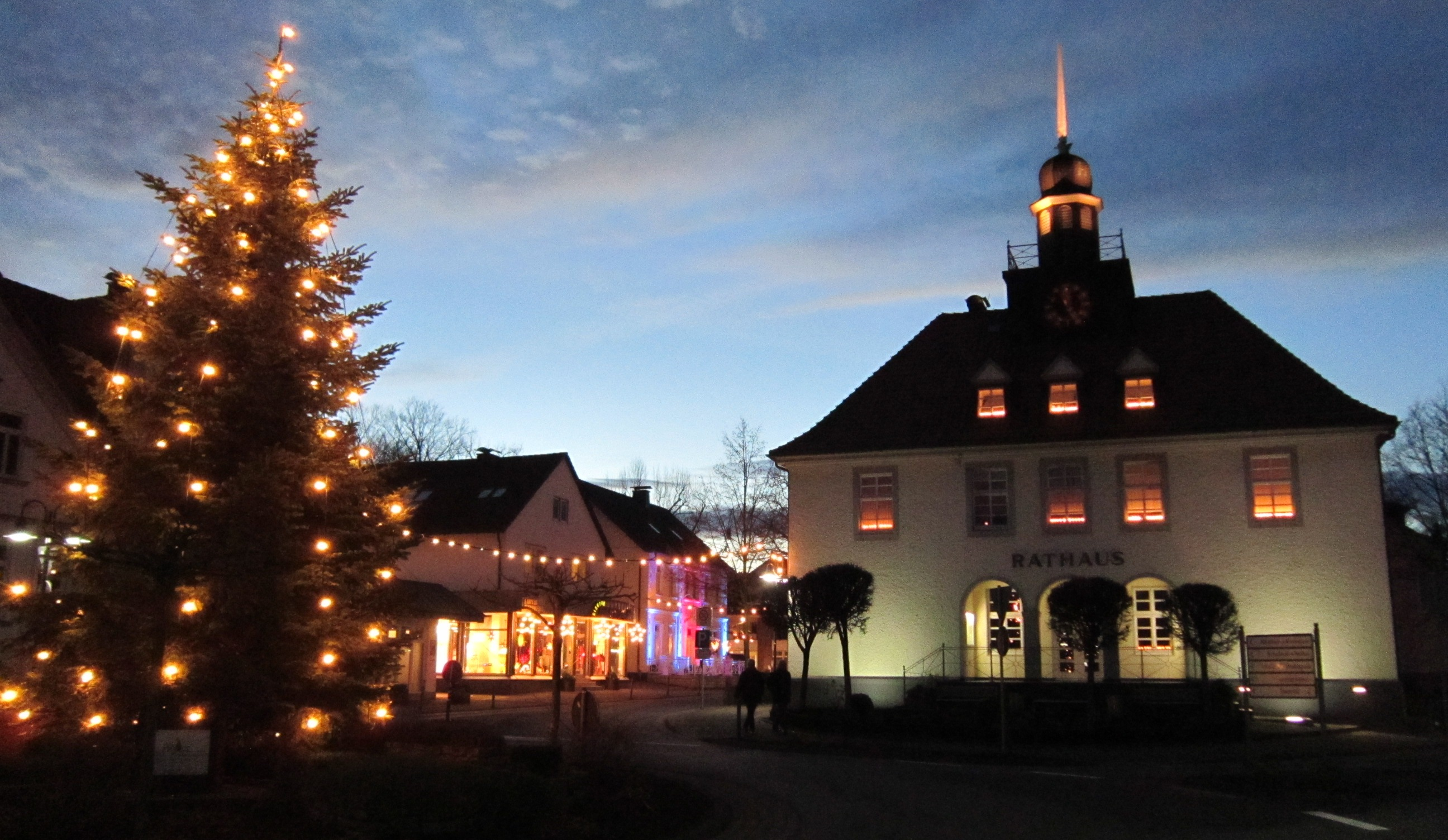
Rathaus

Hauptamtlicher Bürgermeister der Gemeinde Bad Essen ist Timo Natemeyer (SPD). Bei der letzten Bürgermeisterwahl am 12. September 2021 wurde er mit 65,88 % der Stimmen gewählt. Sein Gegenkandidat Jens Strebe (CDU) erhielt 34,12 %. Die Wahlbeteiligung lag bei 61,05 %. Natemeyer trat seine Amtszeit am 1. November 2021 an.
Ehemalige Bürgermeister:
- 2001–2014 Günter Harmeyer* (CDU)[18]
- 1986–2001 Gerhard Hofmeyer (CDU)[19]
- Hans Maßmann (CDU)[20]
- Richard Bonika[20]
- Friedel Hallmann[20]

*erster hauptamtlicher Bürgermeister. Die Aufgaben aus dem Verwaltungsbereich hat zuvor ein vom Gemeinderat gewählter Gemeindedirektor übernommen.

### Ortsrat
Der Ortsrat, der den Ortsteil Bad Essen der gleichnamigen Gemeinde vertritt, setzt sich aus neun Mitgliedern zusammen. Die Ratsmitglieder werden durch eine Kommunalwahl für jeweils fünf Jahre gewählt. Die aktuelle Amtszeit begann am 1. November 2021 und endet am 31. Oktober 2026.

Bei der Kommunalwahl 2021 ergab sich folgende Sitzverteilung:
| Ortsrat 2021Insgesamt 9 Sitze - SPD: 3 - Grüne: 1 - CDU: 5 |

### Wappen
Das Wappen der Gemeinde Bad Essen zeigt einen gezinnten roten Schildhaupt mit drei Scharten in Silber und ein achtschaufliges blaues Mühlrad über blauem Wellen-Schildfuß. Da Bad Essen früher zum Amt Wittlage gehörte, soll durch das Zinnen-Schildhaupt die Beziehung zur Burg Wittlage ausgedrückt werden. Das begrifflich zum „Bad“ gehörende Wasser wird durch die Wellen im Schildfuß dargestellt. Das Wassermühlrad ist die Figur des alten Wappens, welches Bad Essen führte, bevor es 1972 mit sechzehn benachbarten Gemeinden zusammengeschlossen wurde. Die Farben Rot und Silber sind aus dem Wappen des früheren Hochstifts Osnabrück und seines Amtes Wittlage entnommen. Der Wappenentwurf wurde 1975 von dem Osnabrücker Heraldiker Hans Heinrich Reclam angefertigt.

### Gemeindepartnerschaften

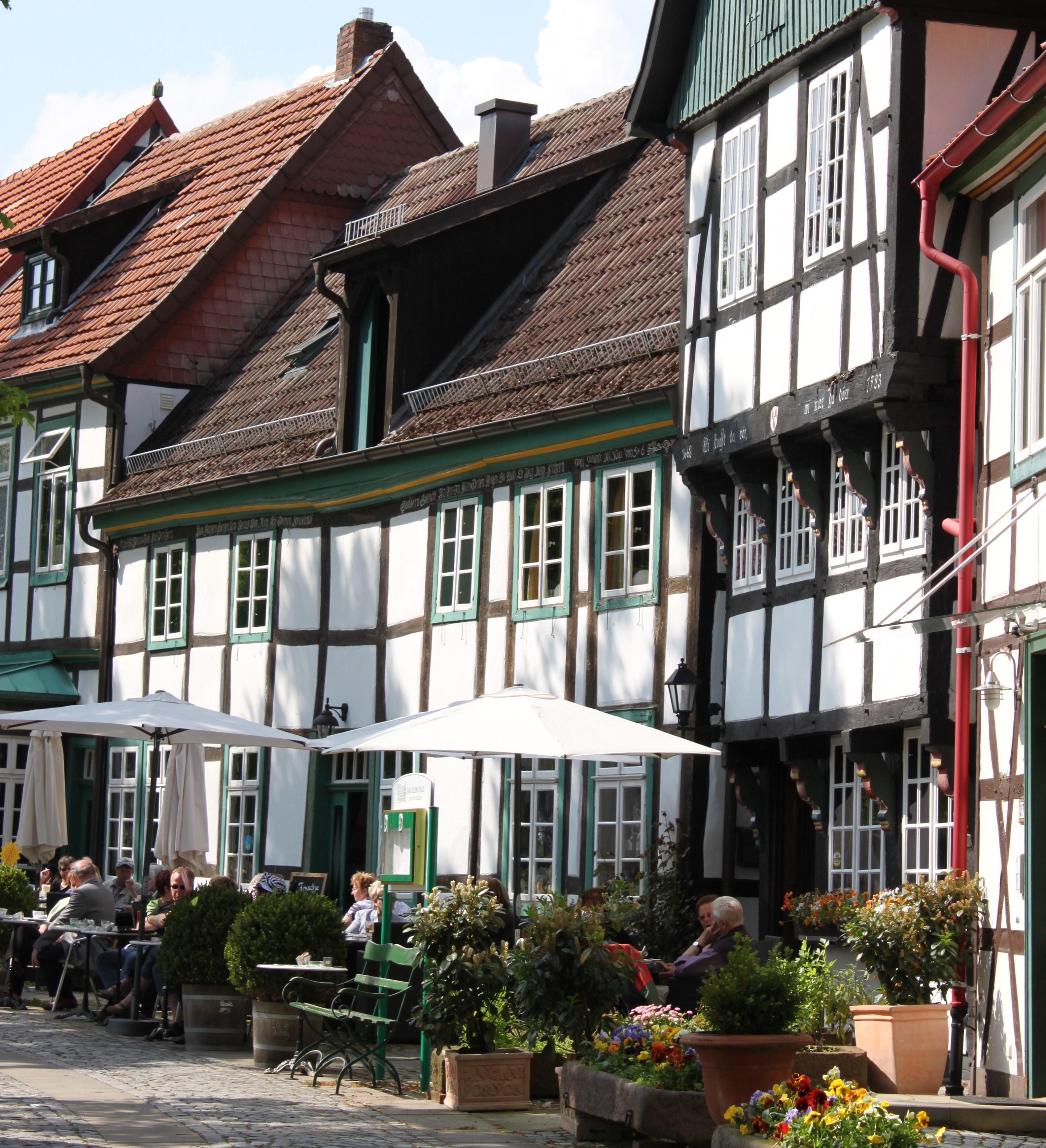
Kleines Haus am Kirchplatz

Bad Essen unterhält Partnerschaften zum französischen Bolbec und zum polnischen Wałcz (Deutsch Krone).

Landesgartenschau Niedersachsen 2010

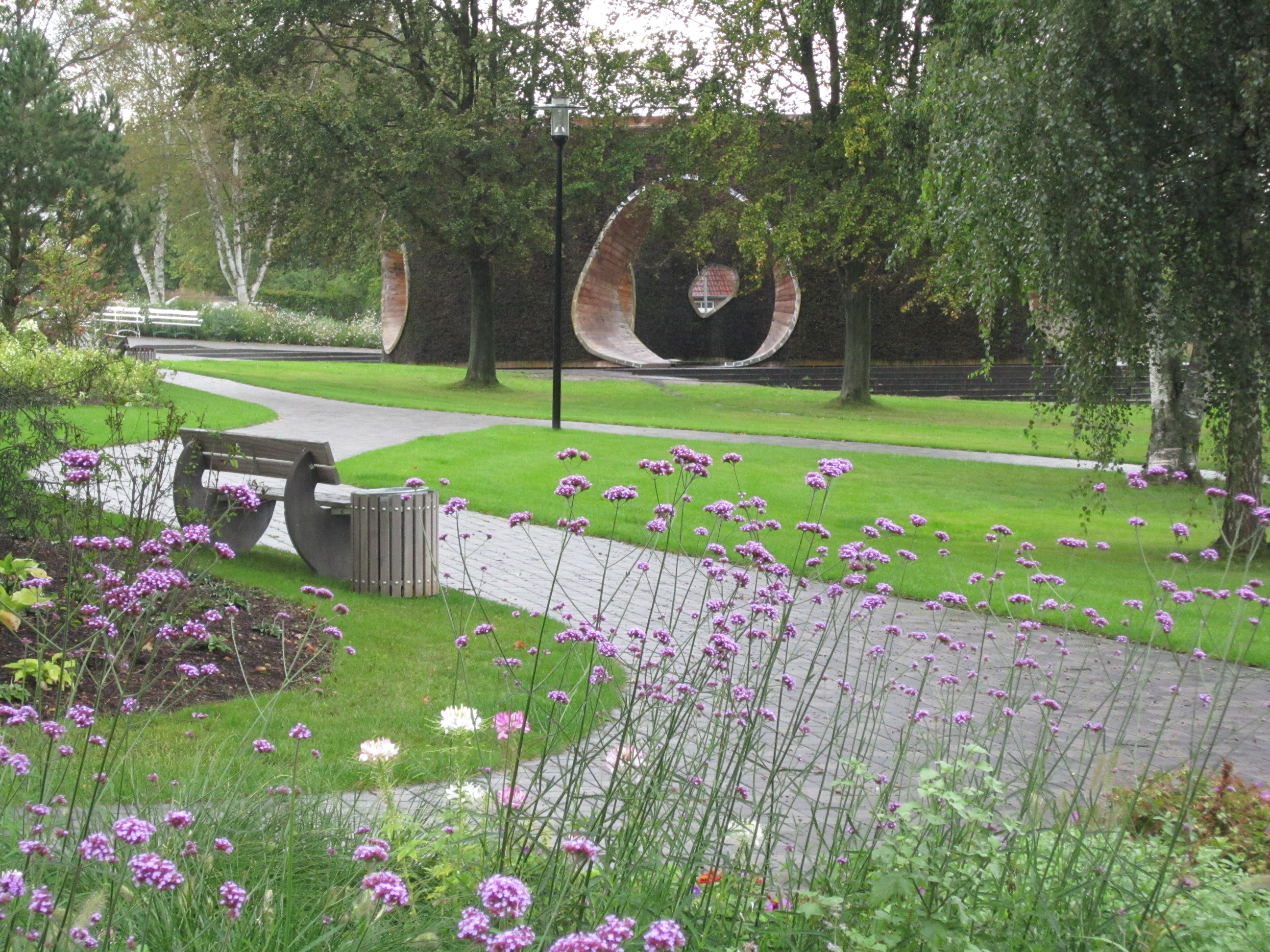
Sole- und Kurpark im Jahr 2011; im Hintergrund die 2010 errichtete „SoleArena“, ein kleines Gradierwerk

### Bürgerentscheid
Im November 2018 stimmten die Bürger Bad Essens im ersten Bürgerentscheid der Stadt über den Abriss des Hafenspeichers am Mittellandkanal ab. Die Mehrheit der teilnehmenden Bürger stimmte für den Abriss des Bauwerks. Im März 2019 wurde die Maßnahme in Angriff genommen.

## Kultur und Sehenswürdigkeiten

### Landesgartenschau 2010
Vom 23. April bis zum 17. Oktober 2010 fand in Bad Essen die 4. Niedersächsische Landesgartenschau statt. Die Entscheidung hierzu war am 31. März 2009 gefallen, also rund ein Jahr vor Beginn der Landesgartenschau, da ursprünglich die Stadt Wiesmoor trotz Zuschlags ihre Bewerbung kurzfristig zurückgezog.
Trotz der knappen Vorbereitungszeit war die Landesgartenschau in Bad Essen ein Erfolg, denn mit rund 500.000 kamen 100.000 Gäste mehr als ursprünglich erwartet.
Eines von zwei Kerngebieten der Landesgartenschau war der Schlosspark Ippenburg. Der Park war bereits in den Jahren vor der Landesgartenschau Schauplatz mehrerer Landpartien gewesen und ist es bis heute geblieben.
Die Landesgartenschau hinterließ in dem zweiten Kerngebiet am südlichen Rand des Ortskerns von Bad Essen einen neu gestalteten Sole- und Kurpark. Dort finden sich 
- die „SoleArena“, ein Mini-Gradierwerk, das aus der Millionen Jahre alten Solequelle unterhalb Bad Essens gespeist wird; die Sole wird in der Arena vernebelt und verrieselt;
- die Himmelsterrasse, eine 300 Quadratmeter große Terrasse an der Waldkante zum Sole- und Kurpark, die für Open-Air-Veranstaltungen genutzt werden kann.[27]

### Museen
Auf Schloss Hünnefeld wird ein Privatmuseum zur Geschichte des Schlosses und seiner Bewohner betrieben.
In der Aula der Haupt- und Realschule sind technische Geräte der vergangenen Jahrhunderte, die zu den Vorläufern der modernen Informationstechnologie gehören, zur Ansicht und nach Absprache zum Ausprobieren ausgestellt. Das Thema lautet „Handy und Co. – wie wir uns früher informierten“.

### Naturdenkmal

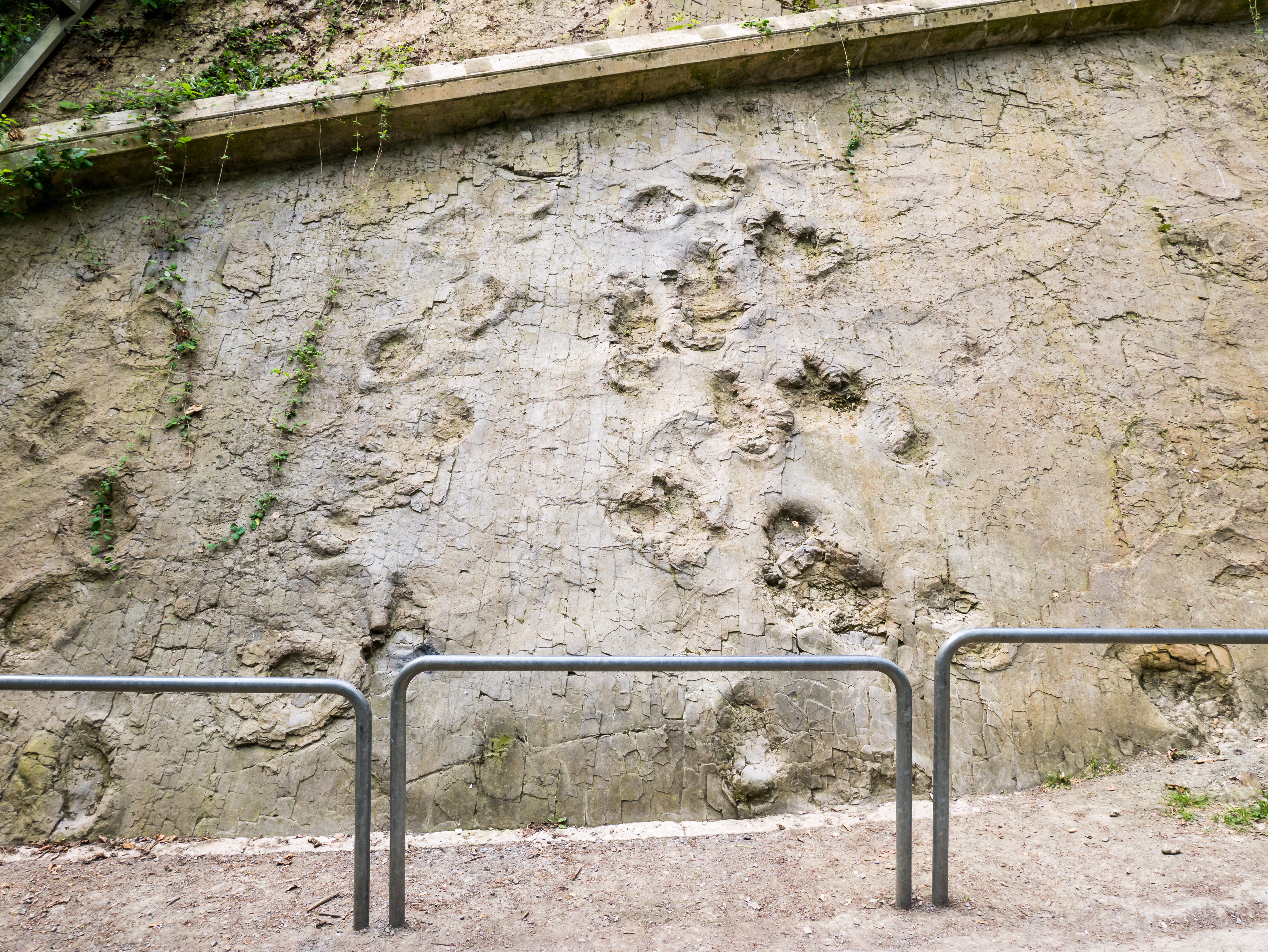
Saurierfährten in Barkhausen

Im Ortsteil Barkhausen sind in einem alten Steinbruch die ca. 150 Mio. Jahre alten Dinosaurierfährten von Barkhausen zu sehen, die Spuren stammen vom Elephantopoides barkhausensis und vom Megalosauropus teutonicus, die zu den Dinosauriern des Jura gehören. Touristisch ist der DiVa Walk interessant.

### Bauwerke
Sehenswert ist der historische Bad Essener Ortskern mit seinen zahlreichen schmucken Fachwerkbauten und hier vor allem der malerische Kirchplatz mit der St.-Nikolai-Kirche im Zentrum. Am Kirchplatz befindet sich auch das Hünnefelder Totenhaus, das von 1752 bis 1850 Grabstätte der Familie von dem Bussche-Hünnefeld war. Über dem Eingang befindet sich eine Inschrift aus dem Jahr 1752. Aus dem Jahr 1663 stammt der frühere Wehrspeicher, das Kleine Haus. Der Wehrspeicher wurde zweistöckig in Fachwerkbauweise errichtet und später um ein weiteres Geschoss aufgestockt. Er ist heute Teil eines gastronomischen Betriebs.
Am südlichen Ortsausgang Bad Essens liegt die historische Wassermühle, die gleichzeitig das Wahrzeichen Bad Essens ist und das Gemeindewappen ziert. Die Mühle ist heute noch funktionstüchtig und wird gelegentlich zu Mahlvorführungen genutzt.
Zwischen den Ortsteilen Harpenfeld und Wehrendorf befindet sich nördlich des Mittellandkanals das erstmals im Jahre 1146 erwähnte Schloss Hünnefeld. Das heutige Herrenhaus stammt aus dem 17. Jahrhundert, der Taubenturm aus dem Jahre 1710. Das Schloss hat ein eigenes Museum zur Familiengeschichte des Hauses Hünnefeld.
Unweit von Schloss Hünnefeld liegt im Ortsteil Lockhausen das Schloss Ippenburg. Graf Wilhelm von dem Bussche ließ 1862 bis 1867 das Schloss im Stil der Neugotik errichten. Auf Schloss Ippenburg finden jährlich Gartenausstellungen statt.
Die Stiftsburg Wittlage im gleichnamigen Ortsteil wurde 1310 auf Veranlassung des Bischofs von Osnabrück erbaut und diente der Sicherung gegen die Grafschaft Ravensberg und dem Bischof von Minden. Von der ursprünglichen Burganlage sind noch der Turm und die Toreinfahrt erhalten.
Auf dem Kamm des Wiehengebirges steht der Sonnenbrinkturm, der eine Aussicht in die norddeutsche Tiefebene und über die Wälder des Wiehengebirges bietet.

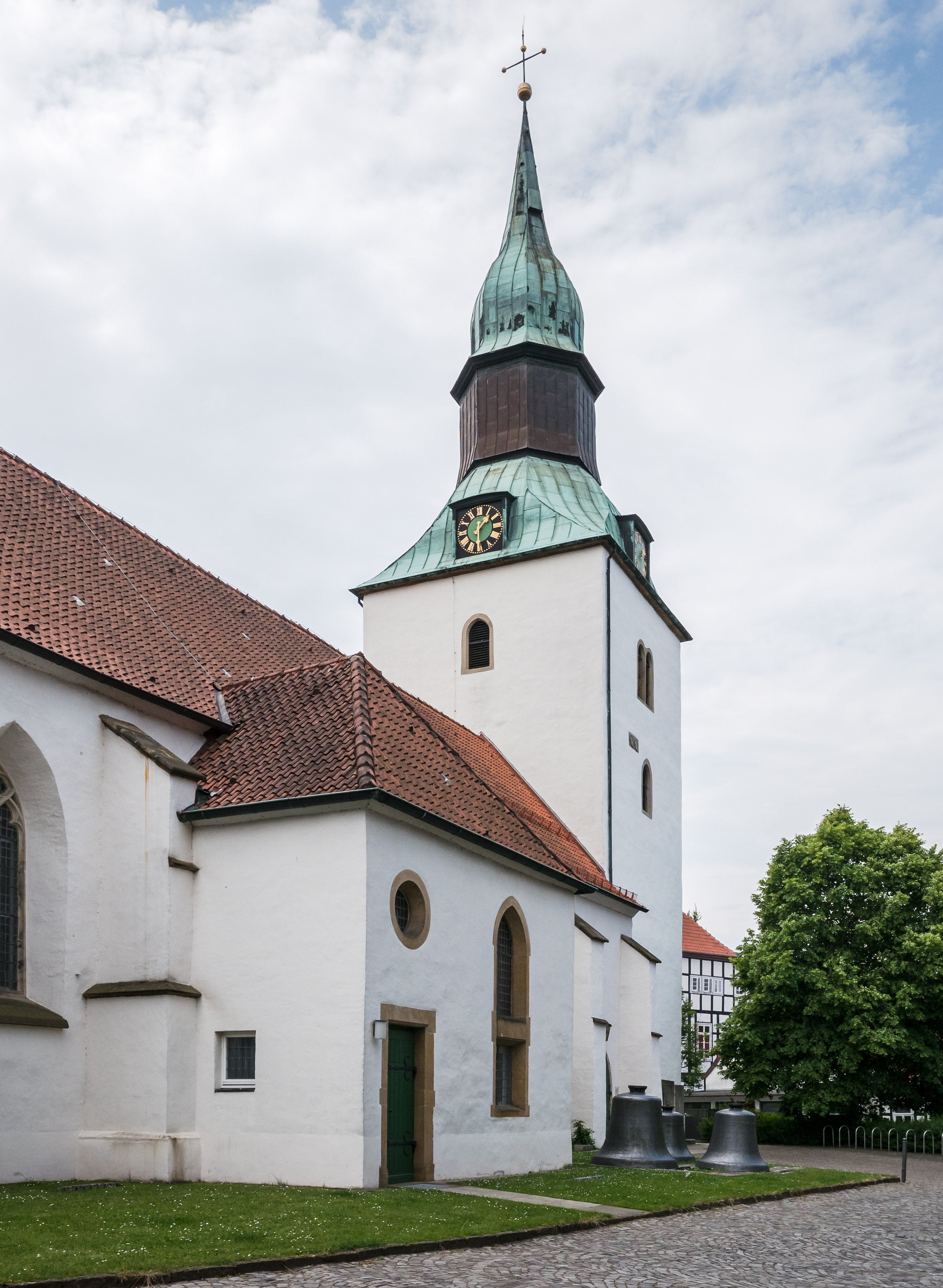
St.-Nikolai-Kirche freistehend auf dem Kirchplatz (Blick von NO)
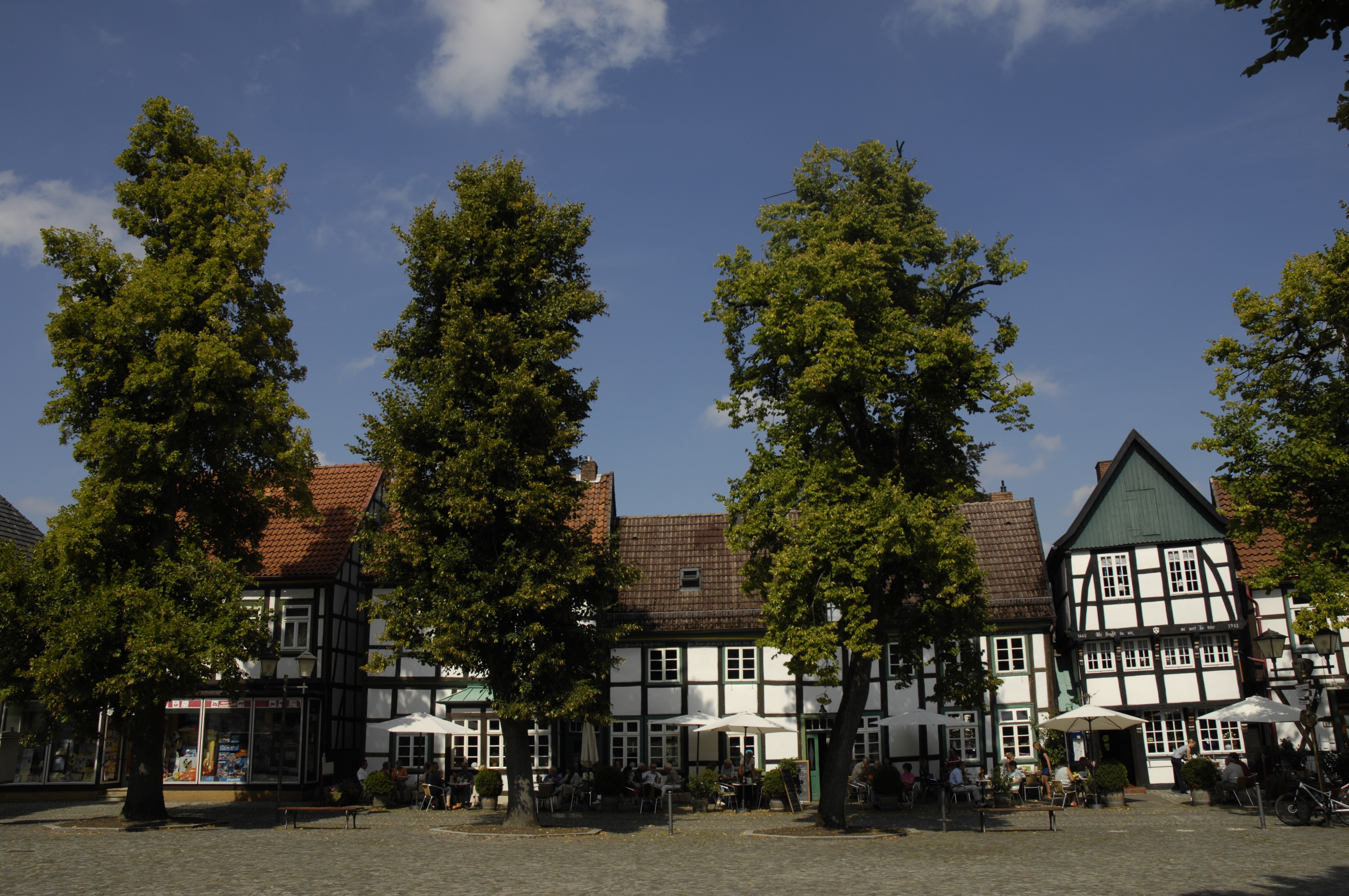
Kirchplatz mit ortsbildprägender Häuserzeile
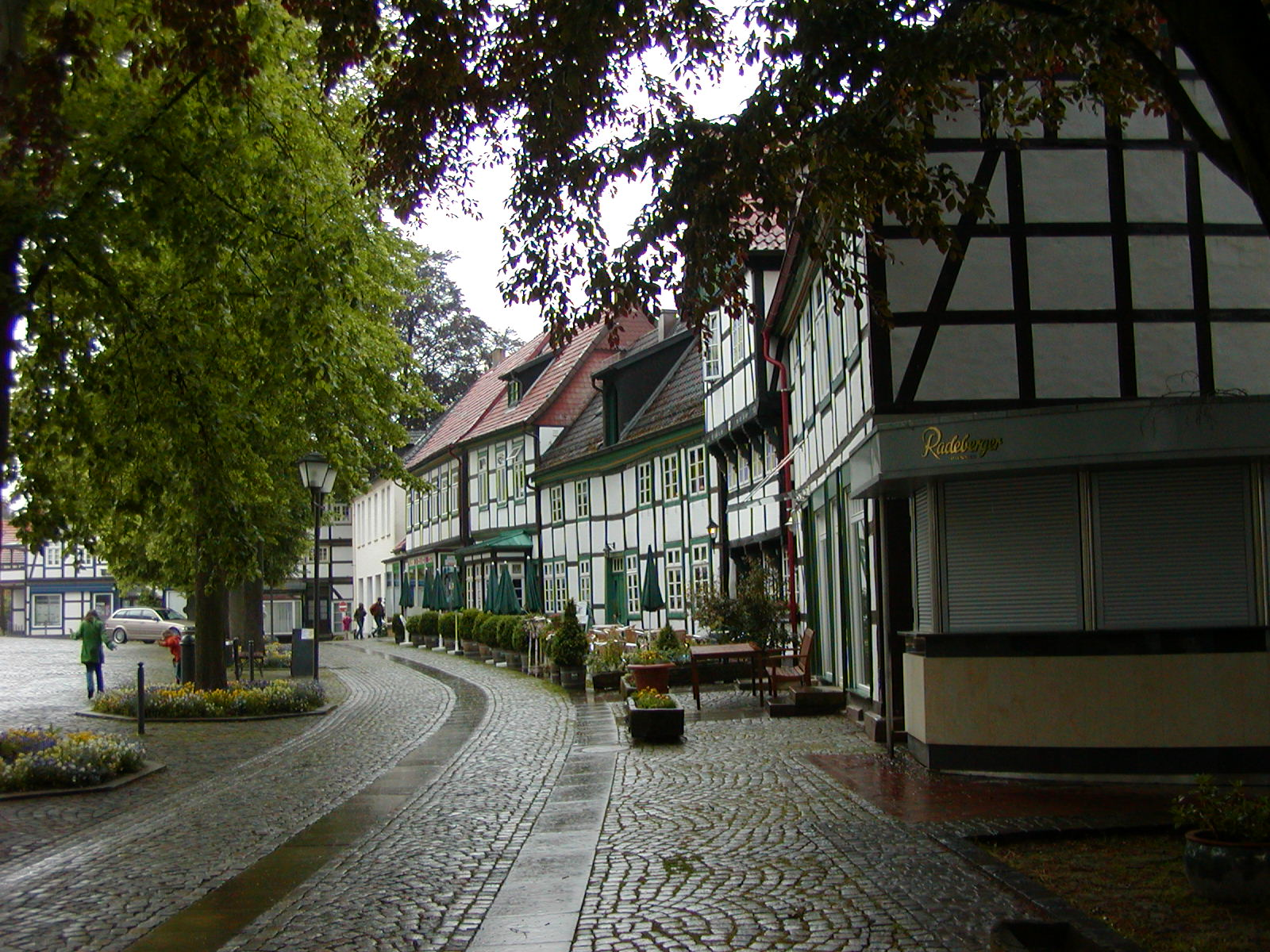
Häuserzeile am Kirchplatz
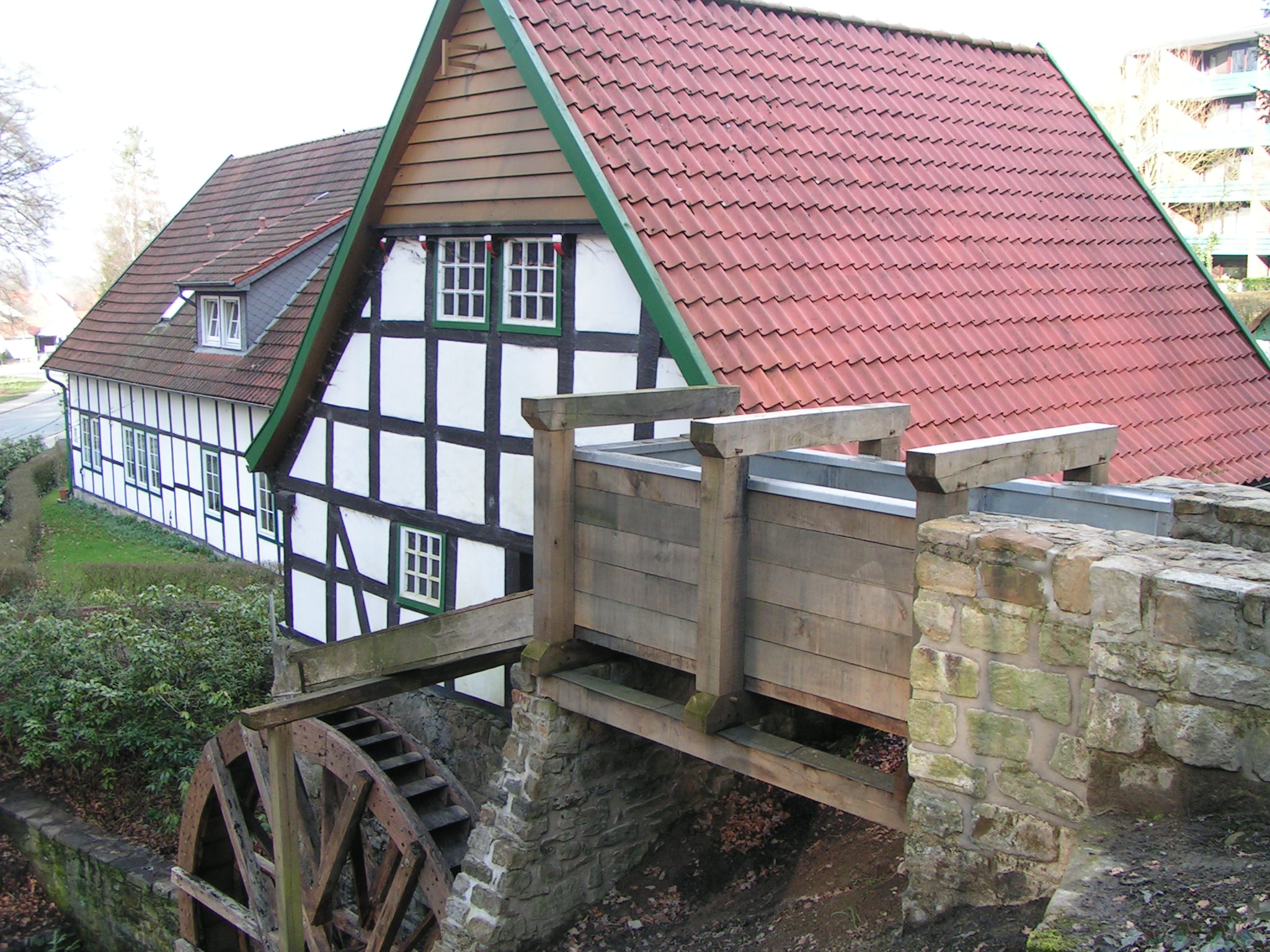
Wassermühle
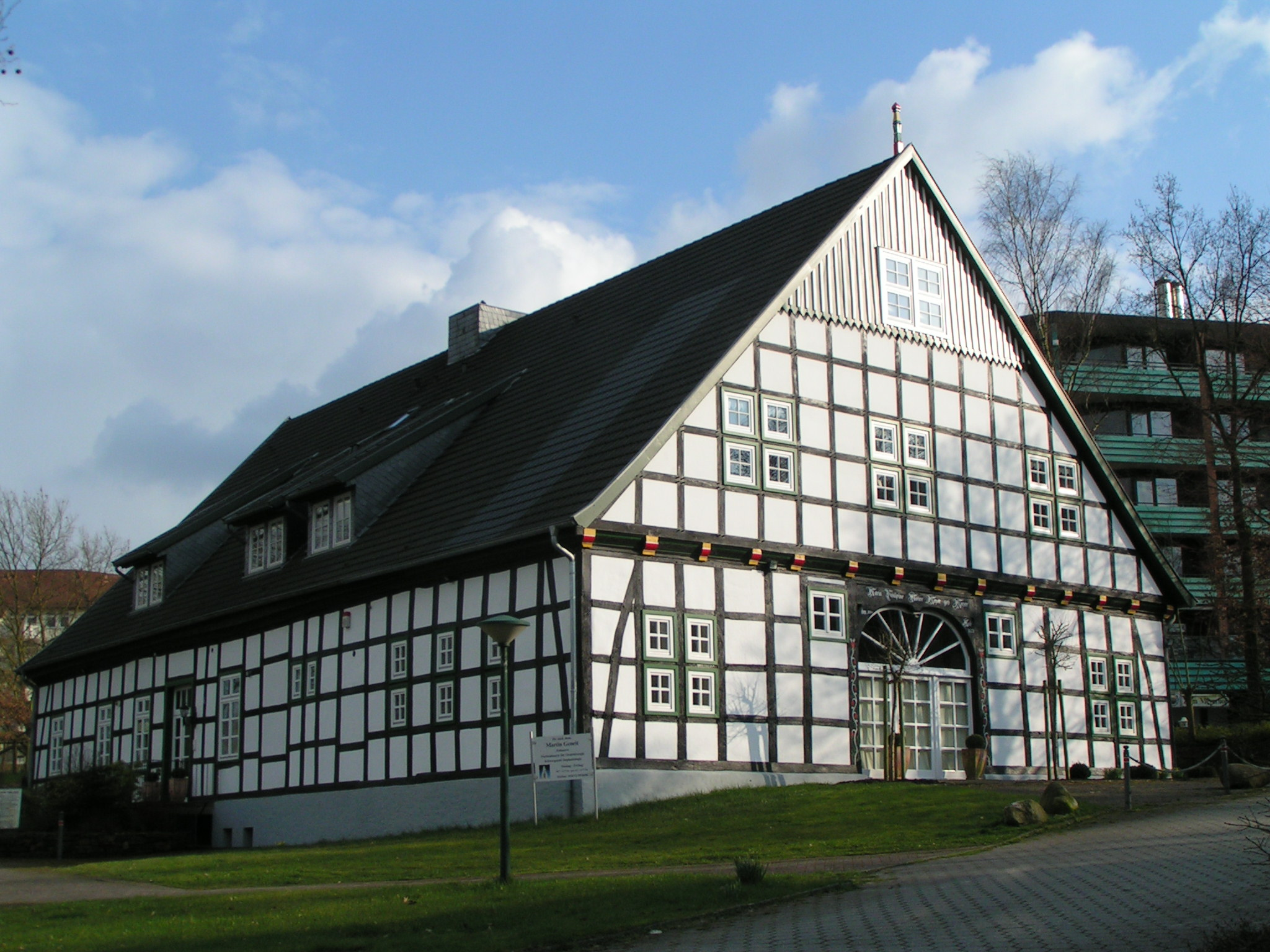
Meyerhof
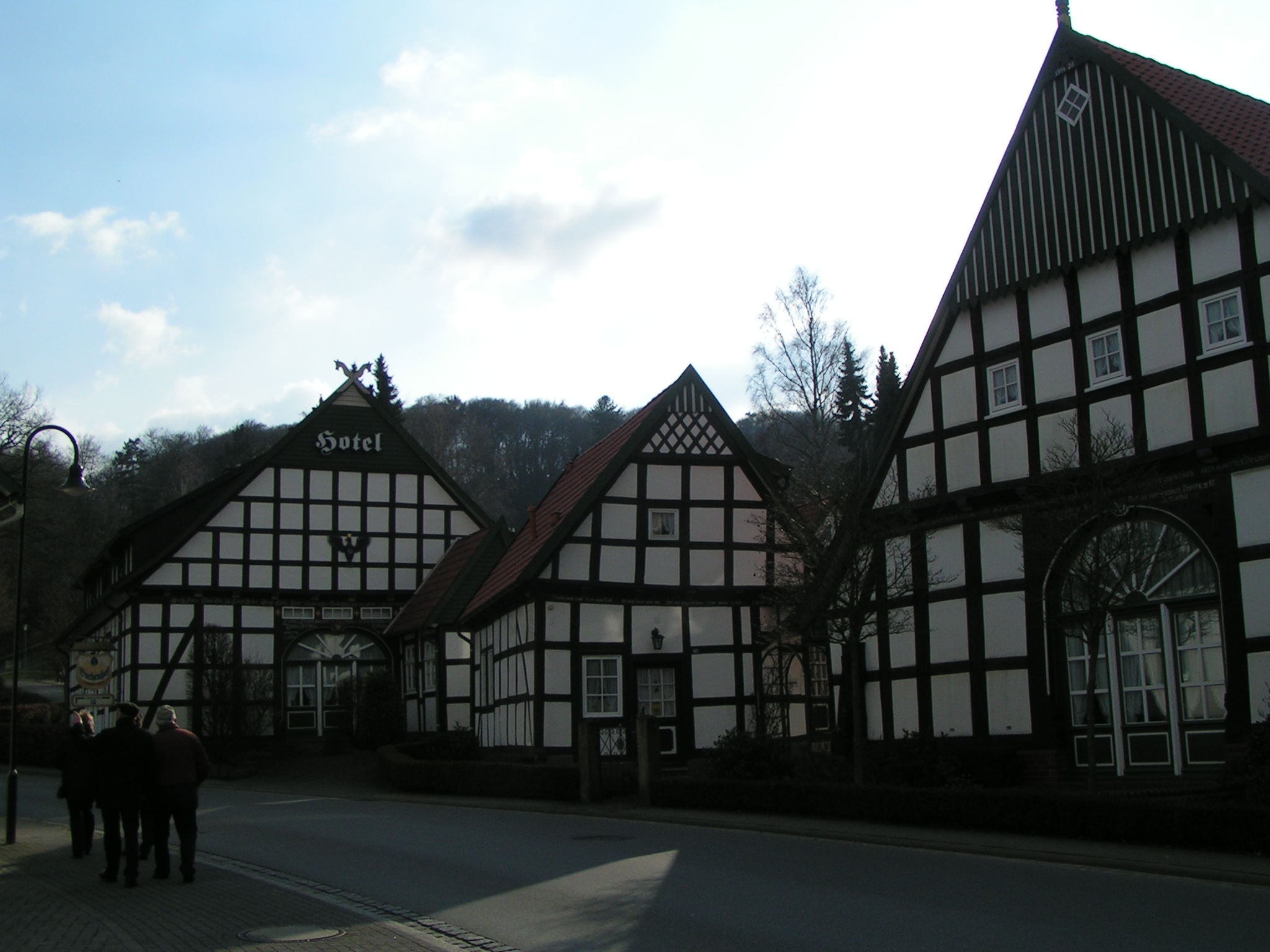
Ackerbürgerhäuser
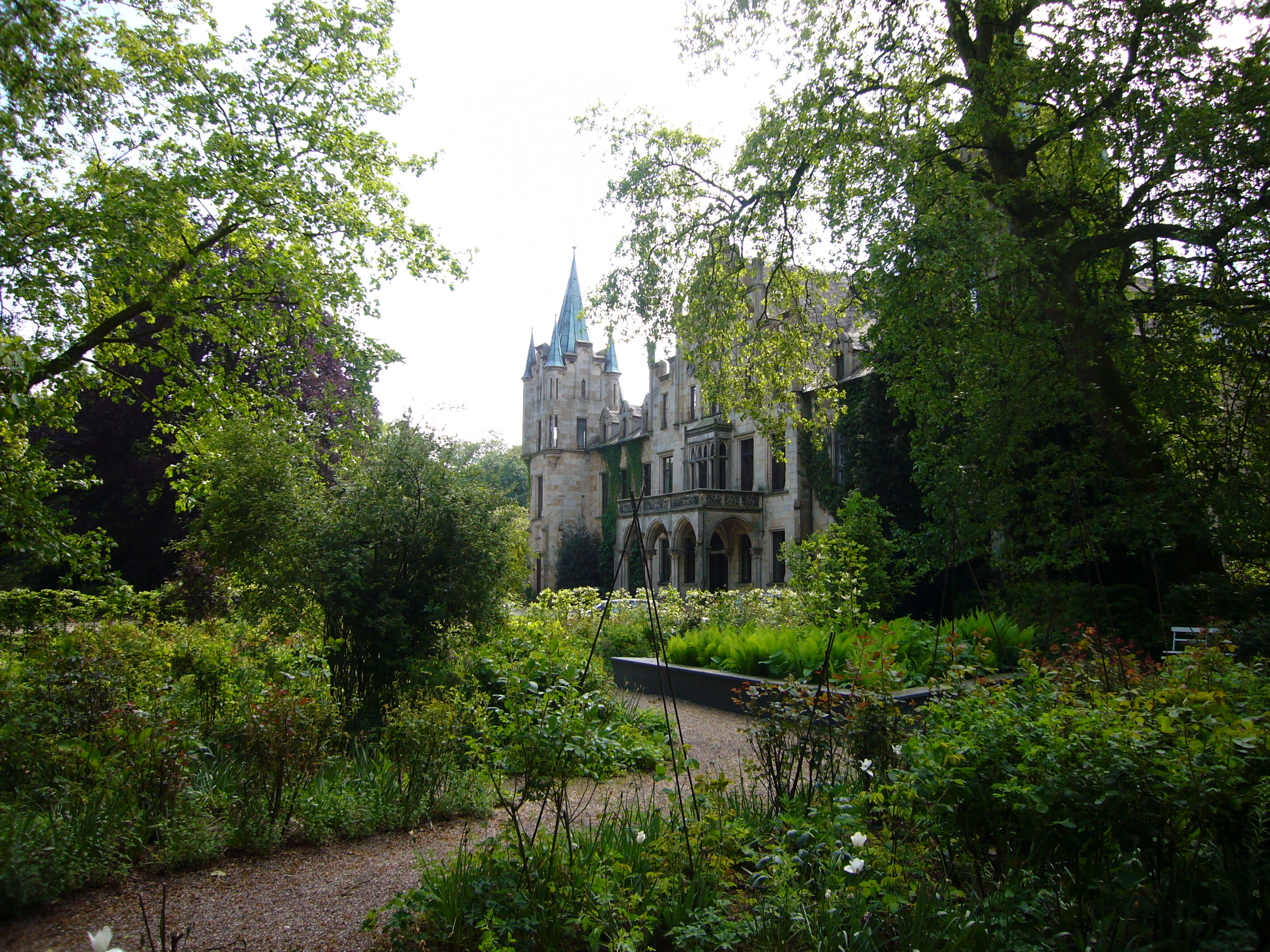
Schloss Ippenburg
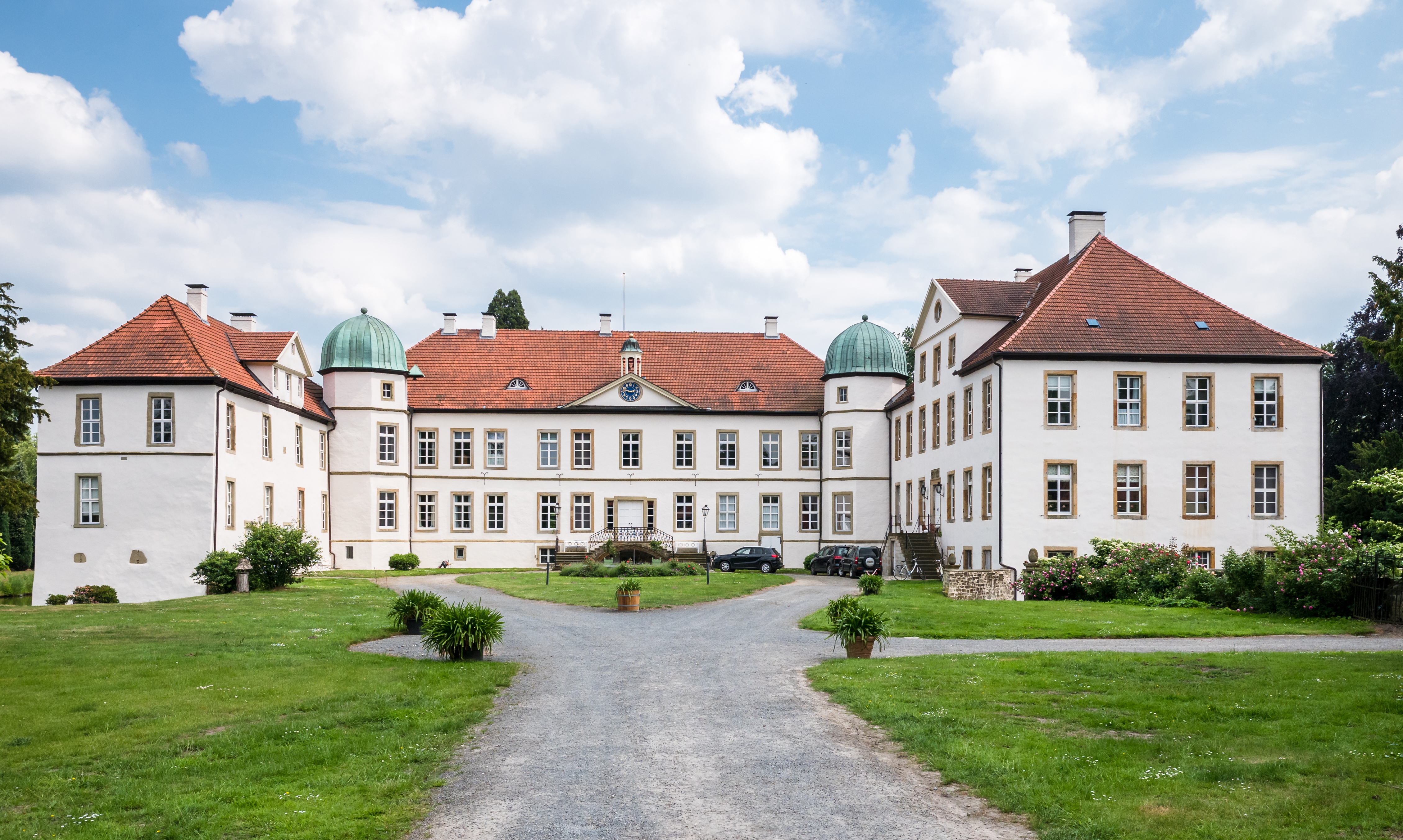
Schloss Hünnefeld

### Regelmäßige Veranstaltungen

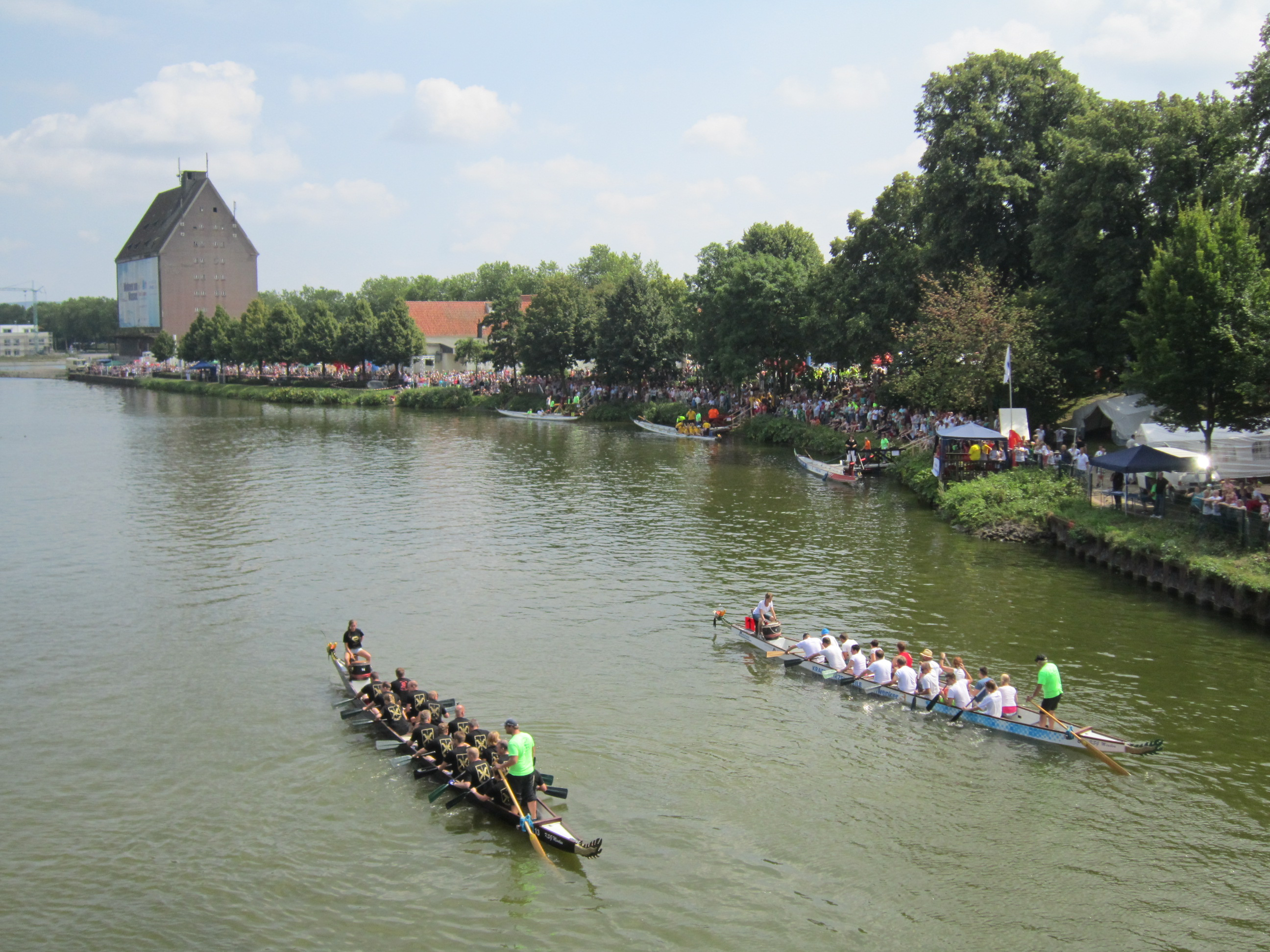
Drachenbootrennen während des Hafenfestes (2015)

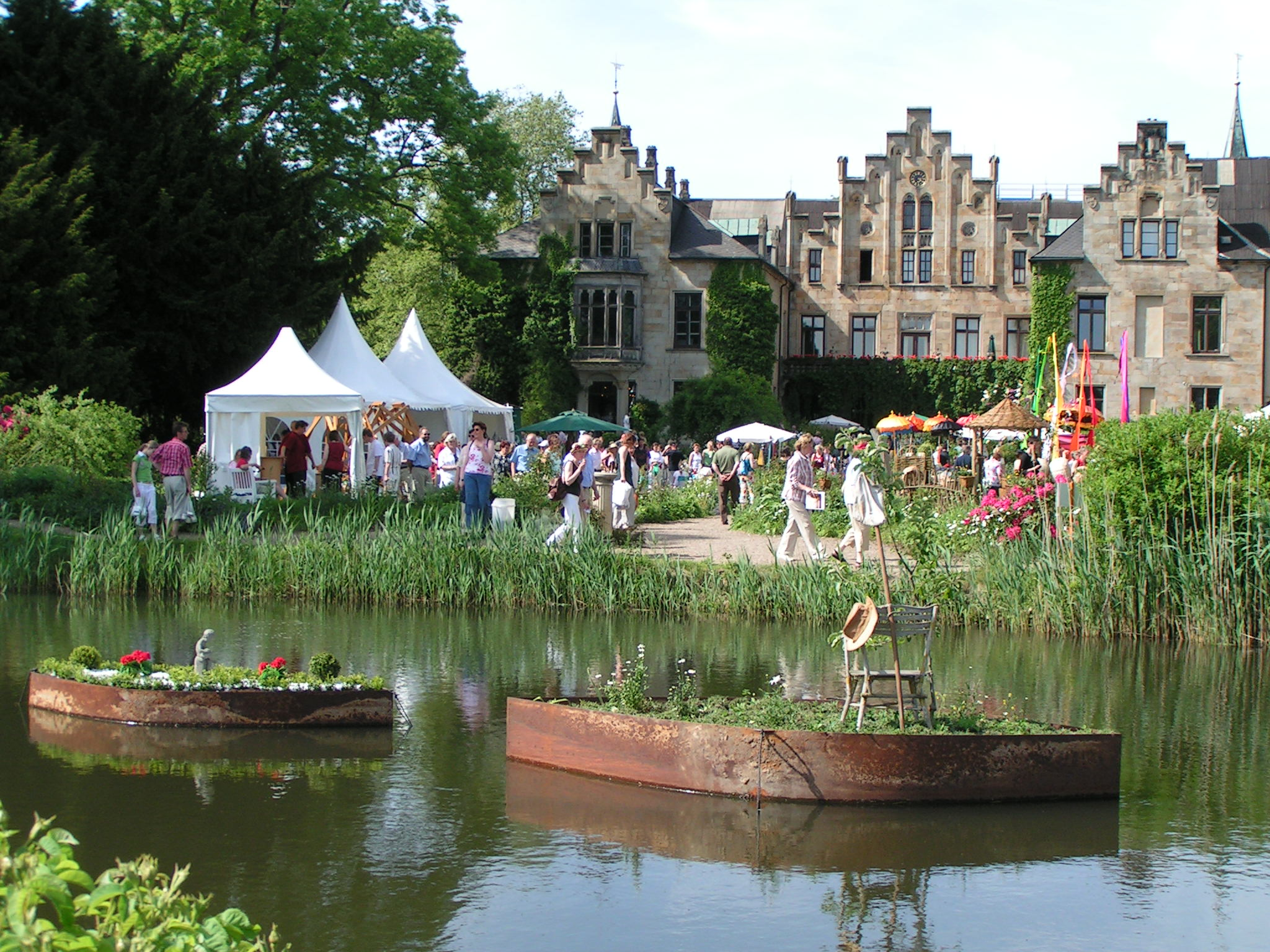
Frühsommerliches Gartenfestival im Schlosspark Ippenburg (2005)

- Am 1. Mai Tag der offenen Tür am örtlichen Sportflugplatz Bohmte/Bad Essen mit Auto- und Gewerbeschau.
- Im Frühjahr findet die Monte-Saurus Mountainbike-Tour statt, eine dreitägige Mountain-Bike-Tour im Wiehengebirge für sportliche Mountainbiker
- Ab Fronleichnam sowie Ende September finden im Park von Schloss Ippenburg Gartenfestivals statt.
- Im Juni finden auf Schloss Hünnefeld die Hünnefelder Hoffestspiele statt.
- Im Juli findet in jedem Jahr eine Open-Air-Operetten-Aufführung auf dem Bad Essen Kirchplatz statt.
- Ende Juli treten die Bad Essener Ortsteile in einem Drachenbootrennen auf dem Mittellandkanal im Rahmen des Hafenfestes gegeneinander an.
- Am zweiten Wochenende im August findet im Ortsteil Hüsede das Blüten- und Erntefest statt.
- Am letzten Wochenende im August wird im Bad Essener Ortszentrum der Historische Markt abgehalten.
- Weihnachtsmärkte in Bad Essen (erster Advent) und Lintorf (zweiter Advent)
- Weiterhin gibt es über das Jahr verteilt in den verschiedenen Ortsteilen Schützenfeste, Maifeste und Dorffeste.

## Wirtschaft und Infrastruktur

### Ansässige Unternehmen
- Homann, Margarine und Feinkost
- Grégoire-Besson GmbH, Bodenbearbeitungsgeräte für die Landwirtschaft
- Kesseböhmer Metallwaren, Drahtwaren für Küche und Warenpräsentation
- Schnitker, Bauunternehmen

### Medien
In Bad Essen ist das „Wittlager Kreisblatt“ ansässig, eine Regionalausgabe der Neuen Osnabrücker Zeitung. In Bad Essen wird der gemeinsame Lokalteil für Bad Essen und die beiden Nachbargemeinden Bohmte und Ostercappeln produziert.
Zusätzlich gibt es eine regionale Zeitschrift, das „Linden-(Eichen-, Kastanien-) Blatt“. Es wird in Bad Essen (Linden), Ostercappeln (Kastanien) und Bohmte (Eichen) verteilt. In ihm werden regelmäßig die Festivitäten in der Region angezeigt und die Leser werden über die Kommunalpolitik unterrichtet.
Das Magazin „Heimatlust – Leben & Genießen im Wittlager Land“ erscheint 10 mal im Jahr und berichtet über Unternehmen, Veranstaltungen und das Leben in den Ortschaften Bad Essen, Bohmte und Ostercappeln.

### Bildungseinrichtungen
- Kinderkrippe in Bad Essen und Wittlage
- Kindergärten in Bad Essen, Brockhausen, Lintorf, Wehrendorf und Wittlage
- Grundschulen in den Ortsteilen Bad Essen, Lintorf und Wehrendorf
- Oberschule in Bad Essen
- Gymnasium in Bad Essen
- Kreismusikschule
- Kunstschule
- Volkshochschule Osnabrück Land, Außenstelle Bad Essen

### Gesundheitseinrichtungen
- Paracelsus-Berghofklinik, Essenerberg – Behandlung von Abhängigkeitserkrankungen
- Paracelsus-Wiehengebirgsklinik, Hüsede – Psychosomatische Fachklinik zur stationären Behandlung alkohol- und medikamentenabhängiger Patienten unter gleichzeitigem Einschluss orthopädischer Indikationen
- Paracelsus-Wittekindklinik, Essenerberg – Behandlung von psychosomatischen Erkrankungen
- Dr. Becker Klinikgesellschaft, Bad Essen – Vitalis Wohnpark[28]
- Dr. Becker Klinikgesellschaft, Bad Essen – Dr. Becker Neurozentrum Niedersachsen

### Verkehr

#### Straßenverkehr

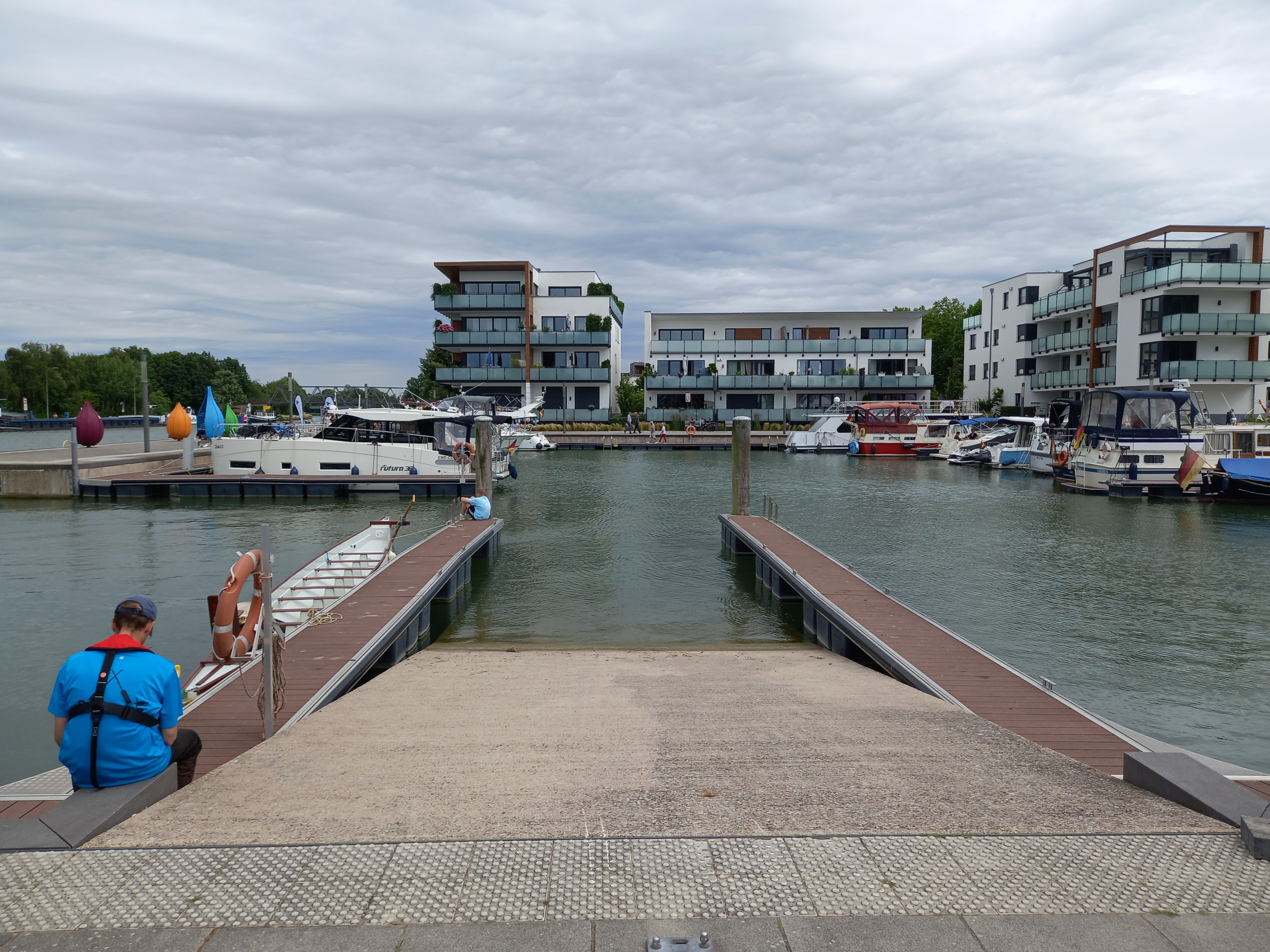
Marina am Mittellandkanal in Bad Essen

Die Bundesstraße B 65 durchquert die Gemeinde Bad Essen in West-Ost-Richtung. Die Bundesautobahnen A 1, A 30 und A 33 sind ca. 20 km vom Gemeindegebiet entfernt.

#### Wasser- und Schiffsverkehr
Der Mittellandkanal durchquert die Gemeinde von West nach Ost. Die Häfen Bad Essens befinden sich in Bad Essen, Wehrendorf und Lockhausen.

#### Schienenverkehr

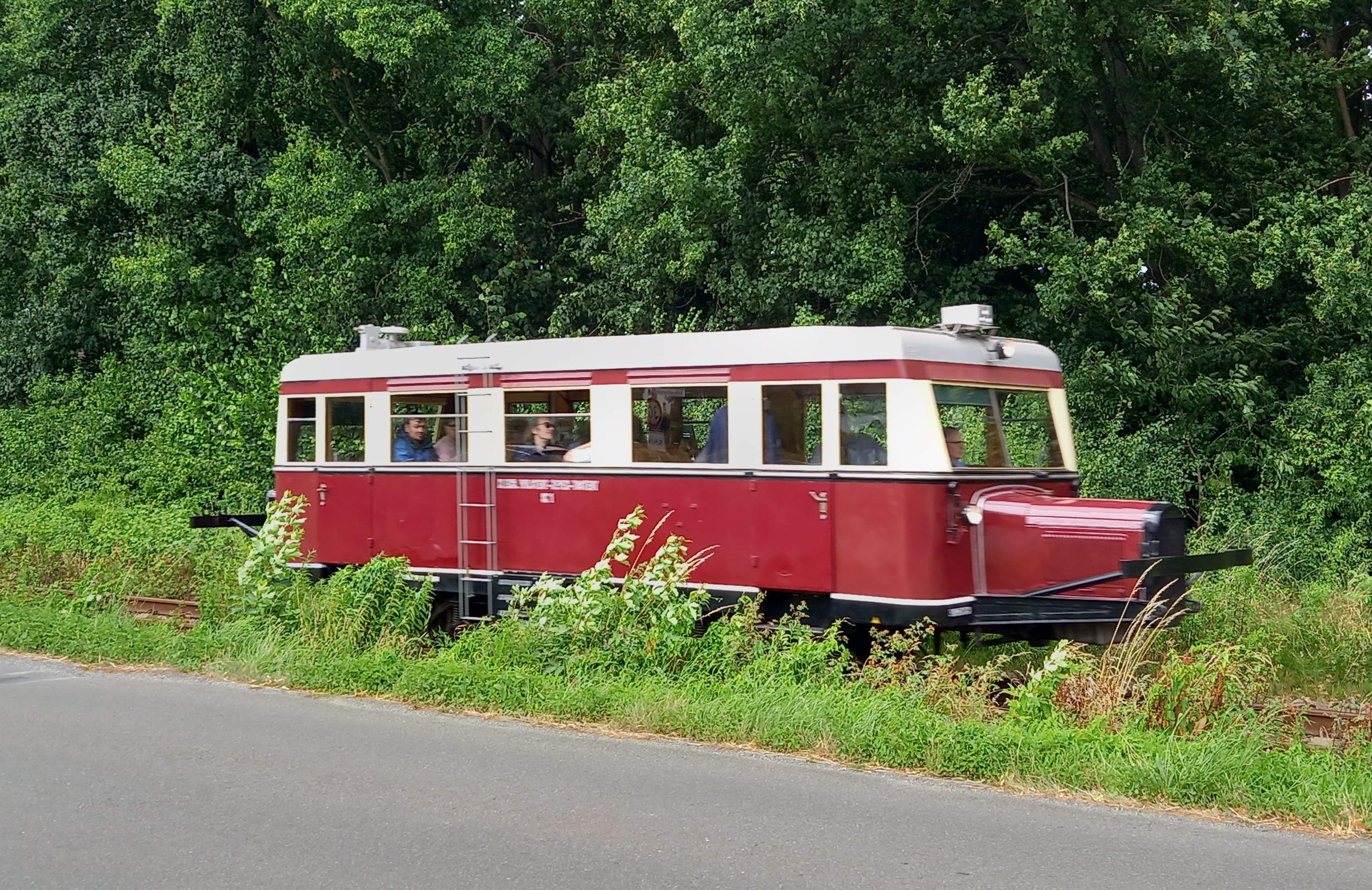
Wismarer Schienenbus T 1 („Ameisenbär“) zwischen dem Bahnhof und der Marina Bad Essen

Seit 1900 befährt die Wittlager Kreisbahn (heute: Verkehrsgesellschaft Landkreis Osnabrück) eine Bahnstrecke, die von West nach Ost durch das Gemeindegebiet führt. Die Strecke führte ursprünglich von Damme nach Holzhausen-Heddinghausen. Sie ist heute nur noch zwischen Bohmte und Preußisch Oldendorf befahrbar. Die Strecke wird noch gelegentlich für den Güterverkehr sowie von Zügen der Museumseisenbahn Minden genutzt. Ab dem 15. Juli 2025 wird auf der Strecke ein Wismarer Schienenbus T 1 eingesetzt. Bereits aus Anlass des Hafenfestes Bad Essen war er im Umfeld des Bahnhofs Bad Essen im Betrieb zu sehen. Über eine Wiederaufnahme des Personenverkehrs auf der alten Strecke der Wittlager Kreisbahn wird seit längerem nachgedacht.
Über den Bahnhof Bohmte besteht ein Anschluss an die Bahnstrecke Wanne-Eickel–Hamburg. Nächster ICE-Halt ist Osnabrück Hauptbahnhof.

#### Flugverkehr
Zwischen Bad Essen und Bohmte befindet sich ein Flugplatz, der für den Motor- und Segelflug genutzt wird. Der nächste internationale Flughafen ist der Flughafen Münster/Osnabrück in Greven.

#### Busverkehr
Der Bad Essener Busverkehr wird durch die Verkehrsgemeinschaft Osnabrück geleistet. Es bestehen Linien in die Nachbargemeinden und nach Osnabrück. Am Wochenende besteht eine Nachtbusverbindung nach Osnabrück.
Seit 2018 gibt es in Bad Essen den „Willi-Bus“; dieser ist ein Angebot der VLO in Bohmte. Er verbindet Bad Essen mit den Ortschaften Hüsede und Barkhausen und muss telefonisch vorbestellt werden.

## Persönlichkeiten

### Söhne und Töchter der Gemeinde
- Otto Hugo (1878–1942), Politiker (DVP), Mitglied der Nationalversammlung 1919 und des Reichstages 1920–1933
- Friedrich-Georg Brinkmann, (1898–1975), Politiker (NSDAP/FDP)
- Fritz (1903–1988) und Frieda Paul (1902–1989), Widerstandskämpfer gegen den Nationalsozialismus, in Bad Essen gelebt und gestorben
- Helmuth Hörstmann (1909–1993), Arzt und Oberbürgermeister von Celle
- Günter Knefelkamp (1927–2017), Politiker und Landtagsabgeordneter, wurde in Barkhausen geboren
- Manfred Hugo (* 1942), Jurist und Landrat des Landkreises Osnabrück
- Bernd Ulrich Hucker (* 1944), Historiker und Hochschullehrer
- Ernst Baltrusch (* 1956), Althistoriker
- Jadu (* 1988), Musikerin

### Mit der Gemeinde verbunden
- Thomas Uhlen (* 1985), Politiker (CDU), Ratsherr in Bad Essen